# 朝日小川トンネル
朝日小川トンネル（あさひおがわトンネル）は、富山県下新川郡朝日町を通る、主要地方道黒部朝日公園線および一般県道山崎泊線のトンネルである。
小川上流の朝日小川ダムのダム湖（あさひ小川湖）に並行する形で敷設されており、上流側の坑口は小川温泉元湯に直結している。

## 概要
- 起点：富山県下新川郡朝日町小川
- 終点：富山県下新川郡朝日町小川
- 延長：1,316m[1]
- 幅員：車道6m＋歩道0.75m×2[1]
- 防火設備：非常電話7箇所、消火栓26箇所、元湯側の坑口に標示盤を設置[1]。

## 歴史
富山県は朝日小川総合開発事業の一環で朝日小川ダムを1984年（昭和59年）に着工しているが、その際に上流の小川温泉元湯に至る道路の一部がダムの湛水による水没することになったため、県道約3㎞区間の付け替え工事が行われることになり、1986年（昭和61年）7月からダムサイト左岸の高さ80mの山腹に事業費22億6,900万円かけて建設され、1989年（平成元年）3月29日に完成、一般供用を開始した。トンネルの長さ1,316mは、完成当時の富山県道のトンネルとしては最長のトンネルであった。